# Keikyū Daishi-Linie
| Triebzug der Baureihe 1500 auf der Daishi-Linie |                      |                                    |                                    |
| Streckenlänge: | 4,5 km               |                                    |                                    |
| Spurweite: | 1435 mm (Normalspur) |                                    |                                    |
| Stromsystem: | 1500 V =             |                                    |                                    |
| Streckengeschwindigkeit: | 60 km/h              |                                    |                                    |
| Zweigleisigkeit: | ganze Strecke        |                                    |                                    |
| |                      |                                    |                                    |
| Gesellschaft: | Keikyū               |                                    |                                    |
| \| \| 0,0 \| Keikyū Kawasaki (京急川崎) \| 1902– \| \| \| \| ↔ Keikyū-Hauptlinie \| 1902– \| \| \| \| \| \| \| \| \| Shinjuku (新宿) \| 1902–1926 \| \| \| 0,8 \| Rokugōbashi (六郷橋) \| 1926–1949 \| \| \| \| → Keikyū-Hauptlinie (alte Strecke) \| \| \| \| \| Rokugōbashi (六郷橋) \| 1899–1926 \| \| \| \| \| \| \| \| 1,2 \| Minatochō (港町) \| 1956– \| \| \| \| \| \| \| \| \| Hisanesaki (久根崎) \| –1928 \| \| \| 1,5 \| Minatochō (港町) \| 1932–1956 \| \| \| \| Ikehata (池端) \| –1928 \| \| \| 2,0 \| Suzukichō (鈴木町) \| 1929– \| \| \| \| Hanamibashi (花見橋) \| \| \| \| \| \| \| \| \| \| Ajinomoto-Werk Kawasaki \| \| \| \| 2,5 \| Kawasaki-Daishi (川崎大師) \| 1899– \| \| \| 3,2 \| Higashimonzen (東門前) \| 1925– \| \| \| \| ← Kaigan Denki Kidō \| 1925–1937 \| \| \| \| Tunnelstrecke \| 2019– \| \| \| 3,8 \| Daishibashi (大師橋) \| 1944– \| \| \| \| Yokohane-Autobahn \| \| \| \| \| \| \| \| \| \| \| \| \| \| \| \| \| \| \| 4,5 \| Kojimashinden (小島新田) \| 1964– \| \| \| \| → Tōkaidō-Güterlinie \| 1964– \| \| \| \| → Ukishima-Linie \| 1964– \| \| \| 4,8 \| Kojimashinden (小島新田) \| 1944–1964 \| \| \| \| Güterbahnhof Kawasaki \| \| \| \| \| → Chidori-Linie \| 1964– \| \| \| 5,7 \| Shiohama (塩浜) \| 1944–1964 \| \| \| 6,8 \| Iriezaki (入江崎) \| 1944–1951 \| \| \| \| → Mizue-Linie \| 1964–2017 \| \| \| \| → Tōkaidō-Güterlinie \| 1964– \| \| \| 8,0 \| Sakuramoto (桜本停留) \| 1945–1951 \| \| \| \| ↓ Straßenbahn Kawasaki \| \| |                      |                                    |                                    |
| Bahnhof quer · Abzweig quer und von rechts | 0,0                  | Keikyū Kawasaki (京急川崎)         | 1902–                              |
| Strecke |                      | ↔ Keikyū-Hauptlinie                | 1902–                              |
| |                      |                                    |                                    |
| Haltepunkt / Haltestelle (Strecke außer Betrieb) · Strecke |                      | Shinjuku (新宿)                    | 1902–1926                          |
| Strecke (außer Betrieb) · ehemaliger Haltepunkt / Haltestelle | 0,8                  | Rokugōbashi (六郷橋)               | 1926–1949                          |
| Abzweig geradeaus und von links (Strecke außer Betrieb) · Kreuzung (Querstrecke außer Betrieb) |                      | → Keikyū-Hauptlinie (alte Strecke) | → Keikyū-Hauptlinie (alte Strecke) |
| Bahnhof (Strecke außer Betrieb) · Strecke |                      | Rokugōbashi (六郷橋)               | 1899–1926                          |
| |                      |                                    |                                    |
| Haltepunkt / Haltestelle | 1,2                  | Minatochō (港町)                   | 1956–                              |
| |                      |                                    |                                    |
| Haltepunkt / Haltestelle (Strecke außer Betrieb) · Strecke |                      | Hisanesaki (久根崎)                | –1928                              |
| Strecke (außer Betrieb) · ehemaliger Haltepunkt / Haltestelle | 1,5                  | Minatochō (港町)                   | 1932–1956                          |
| Haltepunkt / Haltestelle (Strecke außer Betrieb) · Strecke |                      | Ikehata (池端)                     | –1928                              |
| Strecke (außer Betrieb) · Haltepunkt / Haltestelle | 2,0                  | Suzukichō (鈴木町)                 | 1929–                              |
| Haltepunkt / Haltestelle (Strecke außer Betrieb) · Strecke |                      | Hanamibashi (花見橋)               | Hanamibashi (花見橋)               |
| |                      |                                    |                                    |
| Abzweig geradeaus und ehemals von links · Betriebsstelle Streckenende und quer (Strecke außer Betrieb) |                      | Ajinomoto-Werk Kawasaki            | Ajinomoto-Werk Kawasaki            |
| Haltepunkt / Haltestelle | 2,5                  | Kawasaki-Daishi (川崎大師)         | 1899–                              |
| Haltepunkt / Haltestelle | 3,2                  | Higashimonzen (東門前)             | 1925–                              |
| Abzweig quer und von links (Strecke außer Betrieb) · Abzweig geradeaus und ehemals nach rechts |                      | ← Kaigan Denki Kidō                | 1925–1937                          |
| Strecke (außer Betrieb) · Tunnelanfang |                      | Tunnelstrecke                      | 2019–                              |
| Haltepunkt / Haltestelle (Strecke außer Betrieb) · Haltepunkt / Haltestelle (im Tunnel) | 3,8                  | Daishibashi (大師橋)               | 1944–                              |
| |                      | Yokohane-Autobahn                  |                                    |
| Strecke (außer Betrieb) · Tunnelende |                      |                                    |                                    |
| |                      |                                    |                                    |
| Strecke von links (außer Betrieb) · Abzweig geradeaus und ehemals nach rechts |                      |                                    |                                    |
| Strecke (außer Betrieb) · Kopfbahnhof Strecke ab hier außer Betrieb | 4,5                  | Kojimashinden (小島新田)           | 1964–                              |
| Abzweig ehemals geradeaus und von links · Kreuzung (Strecke geradeaus außer Betrieb) |                      | → Tōkaidō-Güterlinie               | 1964–                              |
| Abzweig geradeaus und von links · Kreuzung (Strecke geradeaus außer Betrieb) |                      | → Ukishima-Linie                   | 1964–                              |
| Strecke · Haltepunkt / Haltestelle (Strecke außer Betrieb) | 4,8                  | Kojimashinden (小島新田)           | 1944–1964                          |
| Dienststation / Betriebs- oder Güterbahnhof · Strecke (außer Betrieb) |                      | Güterbahnhof Kawasaki              | Güterbahnhof Kawasaki              |
| Abzweig geradeaus und nach links · Kreuzung (Strecke geradeaus außer Betrieb) |                      | → Chidori-Linie                    | 1964–                              |
| Strecke · Haltepunkt / Haltestelle (Strecke außer Betrieb) | 5,7                  | Shiohama (塩浜)                    | 1944–1964                          |
| Strecke · Haltepunkt / Haltestelle (Strecke außer Betrieb) | 6,8                  | Iriezaki (入江崎)                  | 1944–1951                          |
| Abzweig geradeaus und ehemals nach links · Kreuzung (Strecken außer Betrieb) |                      | → Mizue-Linie                      | 1964–2017                          |
| Strecke nach links · Kreuzung (Strecke geradeaus außer Betrieb) |                      | → Tōkaidō-Güterlinie               | 1964–                              |
| Bahnhof mit U-Bahn Streckenende (Strecke außer Betrieb) | 8,0                  | Sakuramoto (桜本停留)              | 1945–1951                          |
| U-Bahn-Strecke (außer Betrieb) |                      | ↓ Straßenbahn Kawasaki             | ↓ Straßenbahn Kawasaki             |

Die Keikyū Daishi-Linie (jap. 京急大師線, Keikyū Daishi-sen) ist eine Eisenbahnstrecke auf der japanischen Insel Honshū, die von der Bahngesellschaft Keikyū betrieben wird. Sie ist eine Zweigstrecke der Keikyū-Hauptlinie und verläuft vollständig auf dem Gebiet der Stadt Kawasaki in der Präfektur Kanagawa. Dabei verbindet sie das Stadtzentrum mit dem östlich davon gelegenen Hafengebiet.

## Streckenbeschreibung
Die 4,5 km lange und durchgehend zweigleisig ausgebaute Strecke ist mit 1500 V Gleichspannung elektrifiziert und bedient sieben Bahnhöfe (einschließlich der beiden Endstationen). Sie ist in der Normalspur von 1435 mm verlegt, die in Japan – abgesehen vom Shinkansen-Hochgeschwindigkeitsnetz – selten vorkommt (üblich ist die Kapspur von 1067 mm). Die Höchstgeschwindigkeit ist auf 60 km/h beschränkt.
Im Bahnhof Keikyū Kawasaki zweigt die Keikyū Daishi-Linie in östlicher Richtung von der Keikyū-Hauptlinie ab. Sie folgt überwiegend der Nationalstraße 409, in der Nähe des Südufers des Flusses Tama. Die Trasse ist ebenerdig und wird von mehreren höhengleichen Bahnübergängen gekreuzt. Eine Ausnahme ist das Gebiet rund um Daishibashi, wo der oberirdische Bahnhof im Jahr 2019 durch einen Tunnelbahnhof ersetzt wurde. Die Strecke endet seit 1964 in Kojimashinden, zuvor führte sie dreieinhalb Kilometer weiter zu den Hafenanlagen von Sakuramoto.

## Züge
Als einzige Strecke des Keikyū-Netzes ist die Daishi-Linie ist nicht direkt mit der Hauptlinie verbunden, sondern nur über Betriebsgleise. Aus diesem Grund können keine umsteigefreien Verbindungen nach Tokio oder Yokohama angeboten werden. Tagsüber verkehren die Züge alle zehn Minuten, während der Hauptverkehrszeit alle fünf Minuten und in den Randstunden in einem angenäherten 15-Minuten-Takt. An Wochenenden und Feiertagen fahren sie alle 10 bis 15 Minuten.

## Bilder

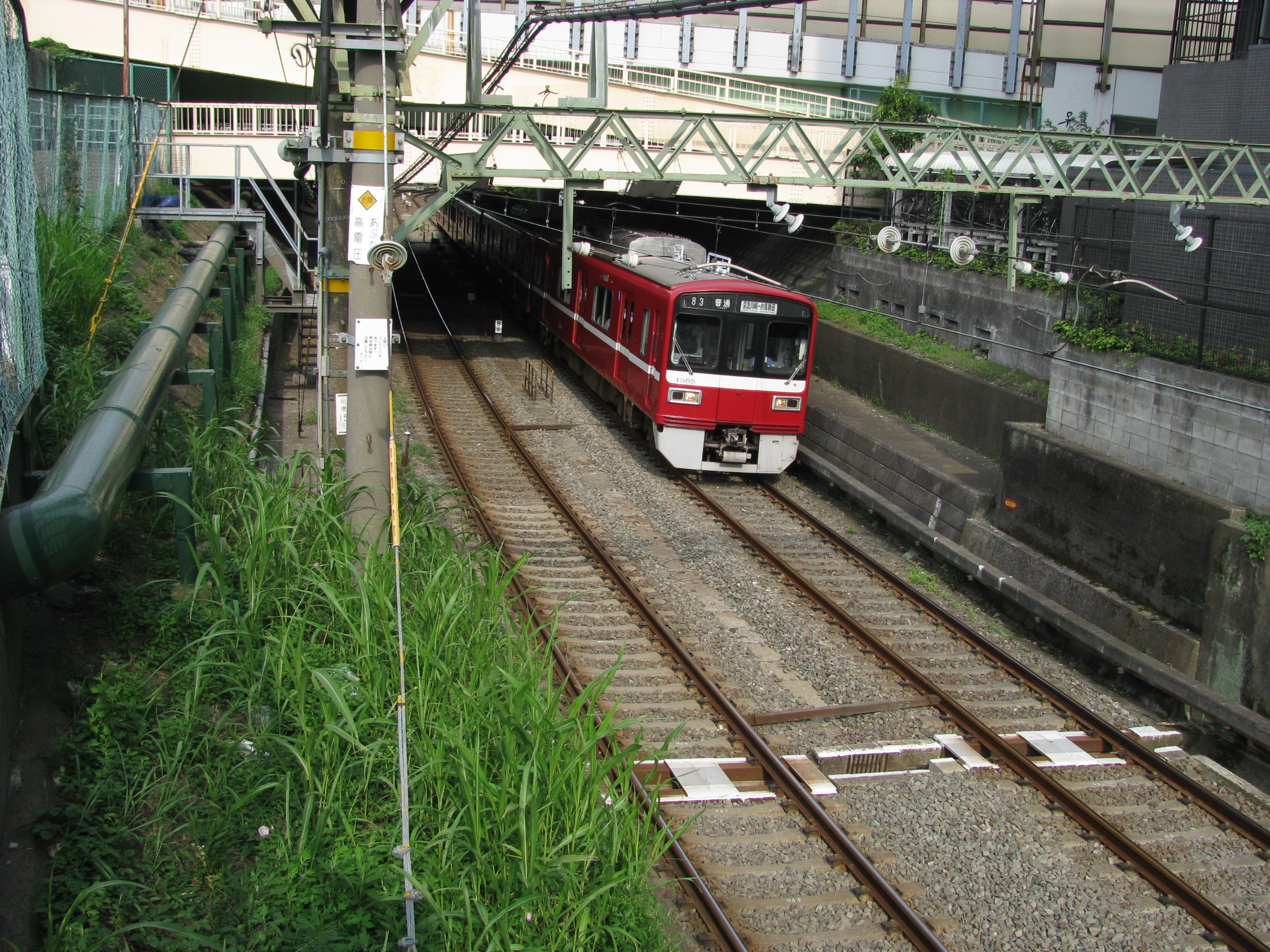
Ehemaliger Bahnhof Rokugōbashi
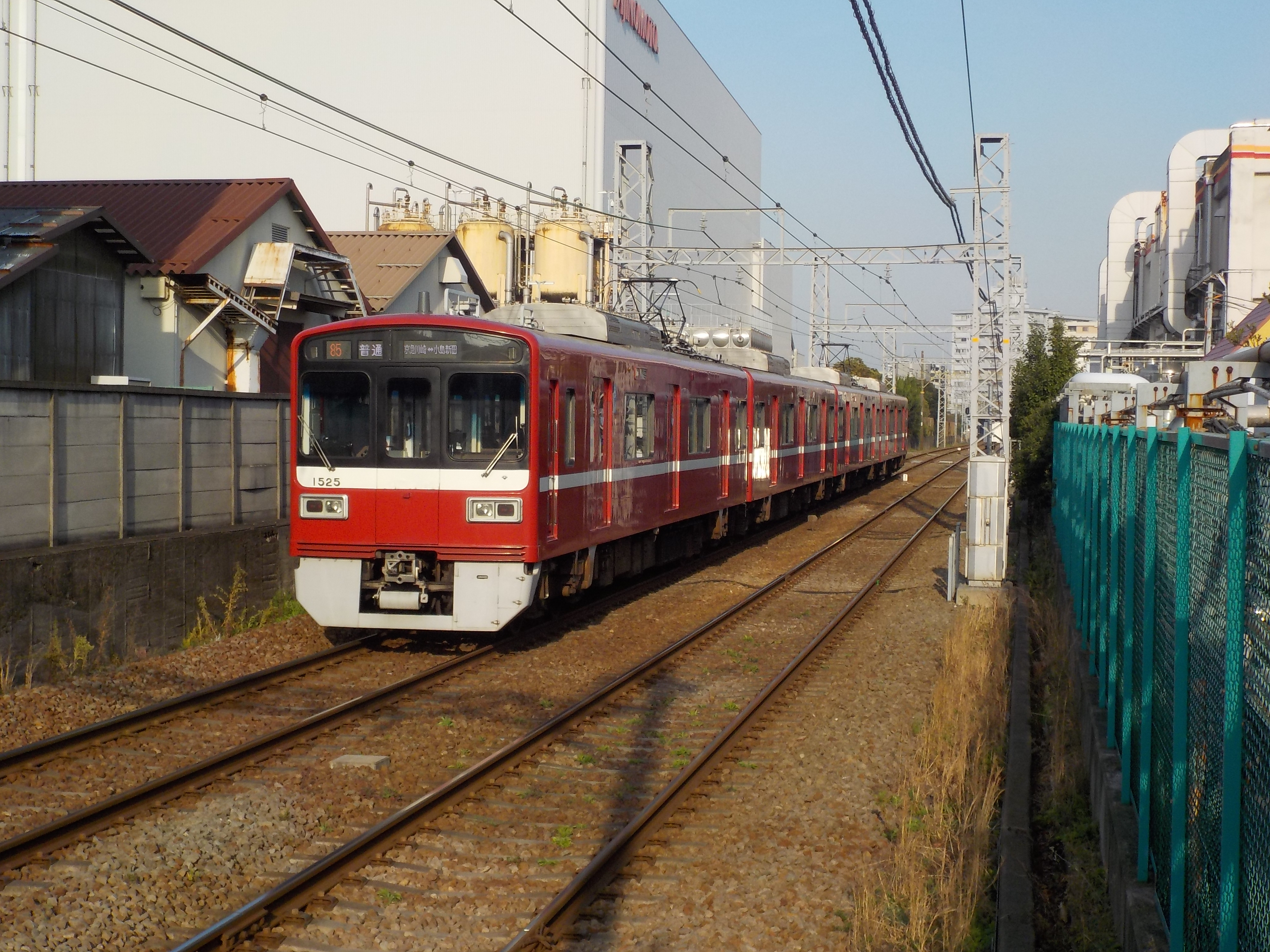
Beim Bahnhof Suzukichō
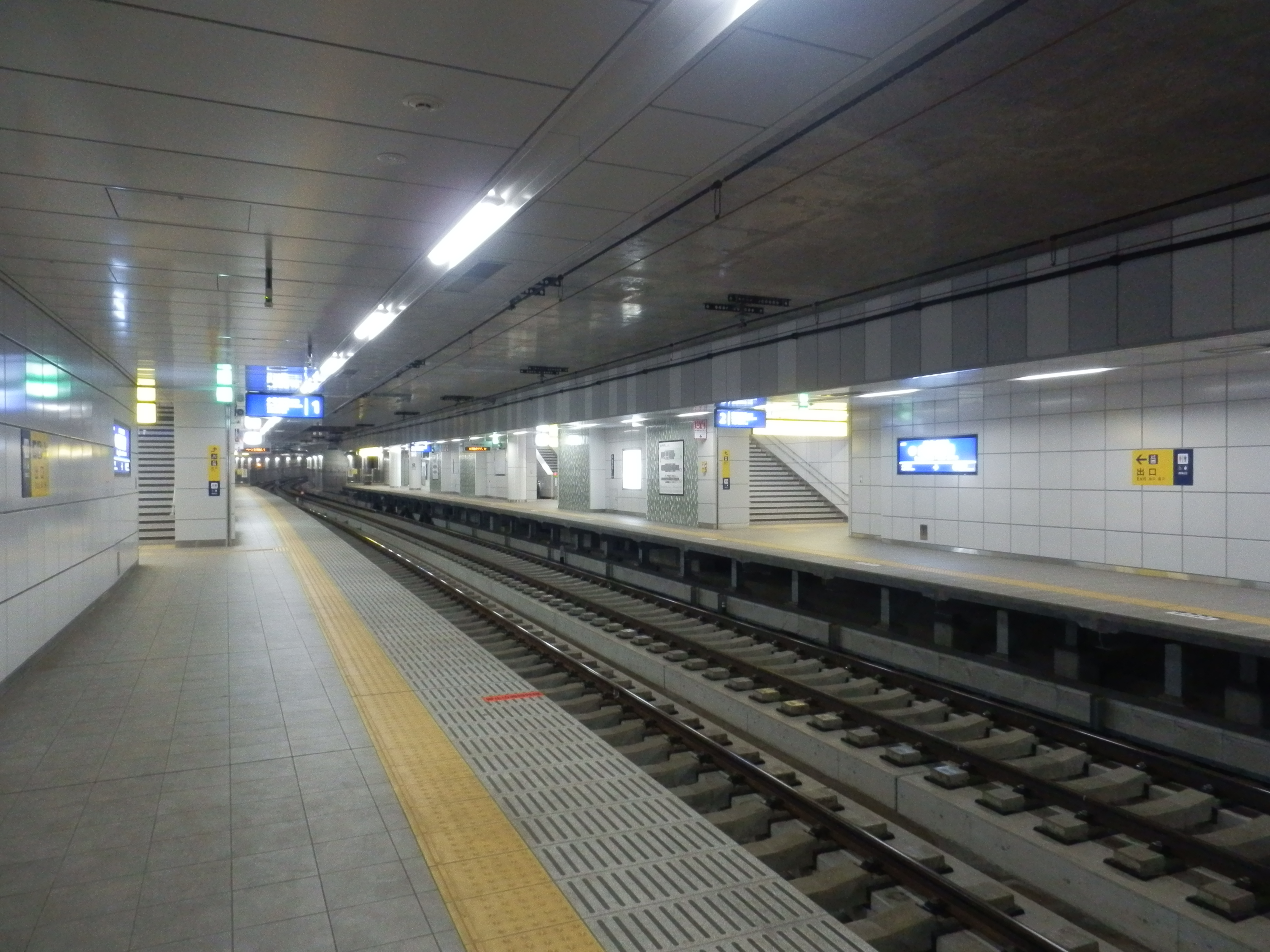
Tunnelbahnhof Daishibashi
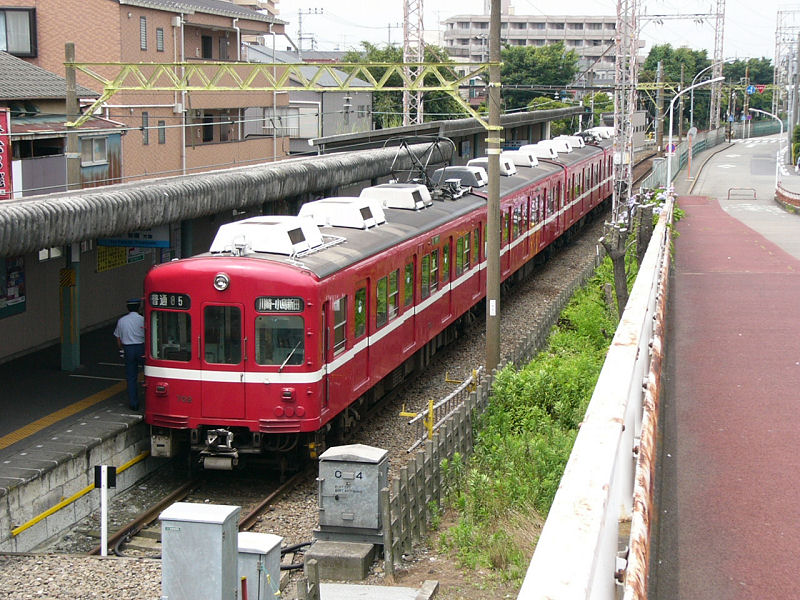
Bahnhof Kojimashinden

## Geschichte
Am 25. Februar 1898 erfolgte die Gründung der Bahngesellschaft Daishi Denki Tetsudō, die sich am 25. April 1899 in Keihin Denki Tetsudō umbenannte. Sie eröffnete am 21. Januar 1899 die zunächst eingleisige Strecke von Rokugōbashi nach Kawasaki-Daishi, die am 29. November desselben Jahres ein zweites Gleis erhielt. Damaliger Hauptzweck der Daishi-Linie war es, Pilger von der Tama-Brücke zum bedeutenden buddhistischen Tempel Heiken-ji (auch als Kawasaki-Daishi bekannt) zu befördern. In Rokugōbashi bestand ab 1. Februar 1901 Anschluss an die Keikyū-Hauptlinie in Richtung Tokio. Ab 1. September 1902 reichte die Strecke bis Keikyū Kawasaki, wobei Proteste von Rikschafahrern zu einer mehrmonatigen Verzögerung der Bauarbeiten geführt hatten.
Die Keihin Denki Tetsudō hatte die Daishi-Linie ursprünglich in Normalspur (1435 mm) errichtet, nahm aber am 1. März 1904 eine Umspurung auf die „schottische Spur“ (1372 mm) vor – gleich wie bei der Hauptlinie, auf der nun Züge zum Streckennetz der Straßenbahn Tokio durchgebunden wurden. Zu den Pilgern kamen zunehmend auch Berufspendler hinzu, die zu den rasch expandierenden Fabriken und Hafenanlagen östlich des Tempels unterwegs waren. Ab 1925 konnte in Kawasaki-Daishi auf die straßenbahnähnliche Strecke der Kaigan Denki Kidō, einer Tochtergesellschaft der Keihin Denki Tetsudō, umgestiegen werden. Aufgrund der Verlegung der Keihin-Nationalstraße, der heutigen Nationalstraße 15, musste der Bahnhof Rokugōbashi am 24. Dezember 1926 an einen neuen Standort verschoben werden. Somit bestand nur noch in Keikyū Kawasaki Anschluss an die ebenfalls verlegte Hauptlinie.
Am 1. April 1933 stellte die Keihin Denki Tetsudō ihr Streckennetz wieder auf Normalspur um. Das Unternehmen ging am 1. Mai 1942 im Daitōkyū-Konglomerat auf, das nun für den Betrieb der Daishi-Linie zuständig war. Es entfernte die Schienen der im Jahr 1937 stillgelegten Straßenbahn und nutzte sie, um die Strecke weiter zum kriegswichtigen Industriehafen zu verlängern. Das Teilstück zwischen Kawasaki-Daishi und Sangyōdōro (heute Daishibashi) ging am 1. Juni 1944 in Betrieb, am 1. Oktober desselben Jahres folgte die Eröffnung des Abschnitts nach Iriezaki. Schließlich kam am 7. Januar 1945 der letzte Abschnitt nach Sakuramoto hinzu. Nach der Auflösung des finanziell angeschlagenen Konglomerats war die Keihin Denki Tetsudō ab 1. Juni 1948 durch Ausgründung wieder ein eigenständiges Unternehmen und nahm den heutigen Namen Keihin Kyūkō Dentetsu (abgekürzt Keikyū).
Die Keikyū legte am 1. Juli 1949 den Bahnhof Rokugōbashi still. Am 16. März 1951 überließ sie das Teilstück Iriezaki–Sakuramoto der Straßenbahn Kawasaki und am selben Tag erhöhte sie die Fahrleitungsspannung der restlichen Daishi-Linie von bisher 600 V auf 1500 V. Am 1. Januar 1952 übertrug sie auch den Abschnitt Shiohama–Iriezaki an die Straßenbahn. Um Platz für den neuen Güterbahnhof Kawasaki sowie die dorthin führenden Strecken der Tōkaidō-Güterlinie und der Kanagawa Rinkai Tetsudō zu schaffen, wurde am 25. März 1964 der Abschnitt Kojimashinden–Shiohama stillgelegt; gleichzeitig verlegte man den neuen Endbahnhof Kojimashinden um etwa 300 Meter nach Westen. Am 3. März 2019 wurde das Teilstück zwischen Higashimonzen und Kojimashinden in einen Tunnel verlegt, mitsamt dem neuen Tunnelbahnhof Daishibashi.

## Liste der Bahnhöfe
| Name | Name                       | km  | Anschlusslinien                                                                        | Lage   | Ort                   |
| ---- | -------------------------- | --- | -------------------------------------------------------------------------------------- | ------ | --------------------- |
| KK20 | Keikyū Kawasaki (京急川崎) | 0,0 | Keikyū-Hauptlinie im Bhf. Kawasaki: Tōkaidō-Hauptlinie Keihin-Tōhoku-Linie Nambu-Linie | Koord. | Kawasaki-ku, Kawasaki |
| KK21 | Minatochō (港町)           | 1,2 |                                                                                        | Koord. | Kawasaki-ku, Kawasaki |
| KK22 | Suzukichō (鈴木町)         | 2,0 |                                                                                        | Koord. | Kawasaki-ku, Kawasaki |
| KK23 | Kawasaki-Daishi (川崎大師) | 2,5 |                                                                                        | Koord. | Kawasaki-ku, Kawasaki |
| KK24 | Higashimonzen (東門前)     | 3,2 |                                                                                        | Koord. | Kawasaki-ku, Kawasaki |
| KK25 | Daishibashi (大師橋)       | 3,8 |                                                                                        | Koord. | Kawasaki-ku, Kawasaki |
| KK26 | Kojimashinden (小島新田)   | 4,5 |                                                                                        | Koord. | Kawasaki-ku, Kawasaki |